# SINoALICE
SINoALICE  è un videogioco di ruolo sviluppato da Pokelabo e pubblicato da Square Enix per iOS e Android. Diretto da Yoko Taro, il gioco è stato inizialmente distribuito nel 2017 solo in Giappone e reso disponibile internazionalmente nel luglio del 2020.
Nell'ottobre 2023 Square Enix ha annunciato il termine del servizio per il 15 novembre per la versione globale e per il 15 gennaio 2024 per la versione giapponese.